# تپه بایران صوفی قالبان
تپه بایران صوفی قالبان مربوط به عصر آهن است و در شهرستان گنبد کاووس، بخش مرکزی، روستای قره محمد تپه واقع شده است. 
این اثر در تاریخ ۱۰ خرداد ۱۳۸۲ با شمارهٔ ثبت ۸۸۵۴ به‌عنوان یکی از آثار ملی ایران به ثبت رسیده است.